# Mekteb

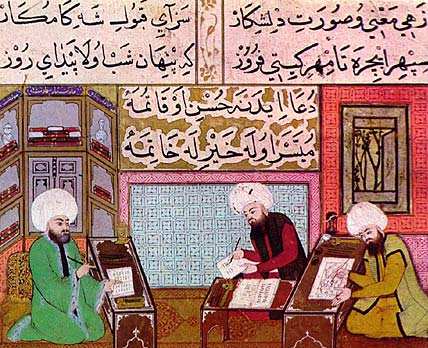
peintres Ottomans de miniatures

Mekteb (arabe : مكتب ; persan : مکتب‌خانه) est une école musulmane d'enseignement primaire dans les régions est de l'Empire russe. Ce sont principalement la lecture, l'écriture, la grammaire et l'islam qui y sont enseignés aux enfants .

## Étymologie
Le mot mekteb (en arabe maktab) se traduit littéralement par là où ils écrivent. Il est utilisé dans le sens de école mais aussi dans le sens de table pour écrire (bureau). Le mot varie dans les différentes langues qui l'utilisent : mekteb, maktab, mektep, maktap etc. Il correspond également en arabe au terme kouttab (école en arabe). Bien que dans le monde arabe mekteb signifie école primaire, dans les langues persanes il signifie école primaire et également secondaire. Le philosophe médecin de Boukhara, Avicenne utilisait aussi ce terme dans les deux sens.

## Histoire
Dans le monde islamique au Moyen Âge les mektebs sont connus depuis le Xe siècle. Comme les médersas, les mektebs sont généralement installées près des mosquées. Au Xe siècle, le juriste (faqîh) Ibn Hajar al-Haytami parle de la mekteb dans ses ouvrages. En réponse à la demande de l'ancien juge qui a dirigé une école primaire pour les orphelins (madhab), Ibn Hajar al-Haytami a publié une fatwa, décrivant la structure de l'enseignement dans les mektebs, dans lesquels aucune exploitation économique des orphelins n'était permise.
Au XIe siècle, le célèbre philosophe et enseignant persan Avicenne, écrit un de ses ouvrages sur les mektebs intitulé «Rôle de l'enseignant dans l'enseignement et l'éducation des enfants», qui sera utilisé comme guide pour les enseignants dans les mektebs. Avicenne considère que les enfants apprennent mieux ensemble dans une classe que dans un tête à tête avec un enseignant. Il démontre le rôle de la compétition et de la rivalité entre élèves, ainsi que les avantages de la discussion de groupe et des débats. Avicenne décrit le programme du mekteb ordinaire, le divisant en deux étapes : l'école primaire et l'école secondaire.
Historiquement, l'enseignement prodigué dans les mektebs était différencié entre filles et garçons, les premières ayant par exemple peu accès à l'apprentissage du Coran. Cette situation évolue dans le courant du XXe siècle, avec le développement de mektebs par des enseignantes telles qu'Amina Mahmoud Al-Jaidah.

### Enseignement primaire
Avicenne écrit que les enfants doivent être envoyés à la mekteb à partir de l'âge de 6 ans et ce jusqu'à 14 ans. Pendant cette période il faut leur enseigner le Coran, la métaphysique islamique, la langue, la littérature, l'éthique islamique et les compétences utiles à la vie ordinaire.

### Enseignement secondaire
Avicenne considère l'enseignement secondaire comme une étape de spécialisation, durant laquelle les écoliers doivent commencer à acquérir des compétences pratiques qui leur seront utiles pour leur travail futur. Pour lui les enfants devraient, après avoir atteint l'âge de 14 ans, pouvoir choisir les sujets qui les intéressent : la lecture, la poésie, l'éducation spirituelle, la médecine, la géométrie, le commerce et l'économie, l'art, ou tout autre sujet qui leur sera utile dans le futur au point de vue professionnel. C'est une étape intermédiaire qui nécessite de la flexibilité dans le chef des maîtres pour permettre à l'enfant de terminer l'école à son rythme, compte tenu de sa vitesse de croissance et de la complexité des sujets.

### Alphabétisation
Dans le Califat la taux d'alphabétisation de la population a augmenté et a atteint son niveau le plus élevé durant le Moyen Âge. Elle a atteint alors le niveau d'alphabétisation de l'Athènes de l'antiquité. L'émergence des mektebs et des médersas a joué un grand rôle.
L'éducation dans les mektebs comprenait des sanctions telles les gifles, le bâton, le fouet sur la plante des pieds (falaka (en)),.
À la fin du XIXe siècle début du XXe siècle, sous l'influence du jadidisme des écoles primaires semi-laïques sont apparues ainsi que des mektebs pour les filles. Après la révolution de 1917, les mektebs ont été fermés ou transformés en écoles soviétiques ordinaires.